# Чулки (деревня)
Чулки — деревня в Арбажском районе Кировской области России. Входит в состав Арбажского городского поселения.

## Топоним
Ранее был известен как Толстиковской

## География
Деревня находится в юго-западной части Кировской области, к северу от реки Пижма, на расстоянии примерно 2 километров (по прямой) к югу от посёлка Арбаж, административного центра района. Абсолютная высота — 107 метров над уровнем моря.

## История
В «Списке населенных мест Российской империи», изданном в 1876 году, населённый пункт упомянут как казённый починок Толстиковской (Чулки) Котельнического уезда (1-го стана), при колодцах, расположенный в 83 верстах от уездного города Котельнич. В починке насчитывалось 45 дворов и проживало 434 человека (208 мужчин и 226 женщин).

В 1926 году население деревни составляло 618 человек (263 мужчины и 355 женщин). Насчитывалось 105 крестьянских хозяйств.

## Население
| 2010 |
| ---- |
| 55   |

### Гендерный состав
По данным Всероссийской переписи населения 2010 года в гендерной структуре населения мужчины составляли 58,2 %, женщины — соответственно 41,8 %.

### Национальный состав
Согласно результатам переписи 2002 года, в национальной структуре населения русские составляли 100 %.

## Инфраструктура
Личное подсобное хозяйство с зоной сельскохозяйственного использования, индивидуальная застройка усадебного типа.
Основа экономики — сельское хозяйство.

## Транспорт
Деревня доступна автотранспортом. 